# Луций Азиний Поллион Веррукоз
Лу́ций Ази́ний Поллио́н Верруко́з (лат. Lucius Asinius Pollio Verrucosus; умер после 81 года) — римский политический деятель из плебейского рода Азиниев, ординарный консул 81 года.

## Биография
Веррукоз происходил из знатного плебейского рода Азиниев. В 81 году Веррукоз занимал должность ординарного консула; его коллегой по должности стал Луций Флавий Сильва Ноний Басс. Больше о нём ничего неизвестно.